# Från D:r Eric Mjöbergs forskningsfärd i Australien
Från D:r Eric Mjöbergs forskningsfärd i Australien är en svensk dokumentärfilm från 1914.
Filmen spelades in under Eric Mjöbergs andra expedition till Australien, finansierad av Travellers Club i Stockholm. Den skildrar forskningsresanden och vetenskapsmannen Eric Mjöberg och hur denne bekantar sig med växt- och djurliv. Filmen premiärvisades den 3 februari 1914 för ett slutet sällskap på Brunkebergsteatern i Stockholm och hade biopremiär den 28 april 1914 på samma teater.